# Фавориты луны
«Фавориты луны» (фр. Les favoris de la lune) — художественный фильм режиссёра Отара Иоселиани. Снятый в 1984 году, стал первой полнометражной кинокартиной Иоселиани после переезда во Францию. Фильм развивал основные мотивы первой работы режиссёра за рубежом — полудокументальной короткометражки «Семь пьес для чёрно-белого кино»
. В «Фаворитах луны» отмечается влияние позднего Буньюэля, в частности, фильма «Призрак свободы»
.

## Название
Название отсылает к взятой в качестве эпиграфа фразе из первой части шекспировской хроники «Генрих IV». Фальстаф, обращаясь к принцу Генриху, будущему королю Англии, говорит:
Так вот, милый друг, когда ты станешь королём, смотри не позволяй, чтобы нас, ночную гвардию, обзывали дневными грабителями. Пусть нас зовут лесничими Дианы, рыцарями мрака, любимцами Луны и пускай говорят, что у нас высокая покровительница, потому что нами управляет, как и морем, благородная и целомудренная владычица Луна, которая и потворствует нашим грабежам.

## Сюжет
В фильме трудно выделить как единый сквозной сюжет, так и главных персонажей. Представлены, скорее, зарисовки из жизни парижского квартала, обитатели которого, по сути, безымянны — их имена с экрана не звучат. Поэтому, наряду с одушевлёнными персонажами (людьми) равное, или даже большее, значение в фильме получают неодушевлённые — севрский фарфоровый сервиз XVIII века и портрет молодой девушки кисти художника XIX века — именно вокруг них и строится основное действие фильма. Жители квартала — торговец оружием, полицейский, инженер, их жёны; школьный учитель, террорист, клошары, воры, проститутки — связаны между собой многообразными бытовыми, криминальными, сексуальными отношениями. Однако, эти связи разрываются так же неуклонно, как постепенно разрушаются, уменьшаются в размерах сервиз и картина.

## В ролях
| - Катя Рупе (Katja Rupé) — Клер - Франсуа Мишель (François Michel) — Филипп - Аликс де Монтегю (Alix de Montaigü) — Дельфина Лаплас - Жан-Пьер Бовиала (Jean-Pierre Beauviala) — Кола - Паскаль Обье — мсье Лаплас - Кристиана Байи (Christiane Bailly) — Аньес - Бернар Айзеншитц (Bernard Eisenschitz) — Гюстав - Ханс Петер Клоос (Hans Peter Cloos) — мсье Дюфур-Паке | - Маите Наир (Maïté Nahyr) — Мадлен Дюфур-Паке - Матье Амальрик (Mathieu Amalric) — Жюльен - Ласло Сабо (László Szabó) — террорист - Янник Карпантье (Yannick Carpentier) — полицейский - Фанни Дюпен (Fanny Dupin) — Ривьер - Мари Парра Аледо (Marie Parra Aledo) — Бланш - Габриелла Шир (Gabriella Sheer) — Николь - Отар Иоселиани — террорист |

## Критика
Успехом у широкой зрительской аудитории картина Иоселиани не пользовалась, но была благосклонно принята критикой, о чём свидетельствует специальный приз жюри Венецианского кинофестиваля. По версии авторитетного французского журнала Cahiers du cinéma, фильм вошёл в десятку лучших киноработ за 1985 год.

Выдающийся фильм. Его автор — Отар Иоселиани — выдающийся режиссёр. Он не такой, как другие режиссёры, и, быть может, не совсем режиссёр. Он больше, чем режиссёр, причем весьма своеобразный… «Фавориты луны» — великолепный фильм о Париже нашего времени. Париж образов, от которых отпочковываются другие образы — воспоминания старого Парижа, народного Парижа или Парижа начала века. «Фавориты луны» — это настоящий метеор, пересекающий мрачный небосклон современного французского кино: легкий, поэтичный и серьёзный одновременно.
— Cahiers du cinéma, 1985 г..
Сходным образом высказывались и другие французские издания. По мнению газеты Le Monde, именно Иоселиани «спас честь Франции на фестивале в Венеции, явившись, неожиданно для всех, обладателем „Большого приза жюри“». С удивлением писали французы о том, что иностранец, советский гражданин, грузин «сумел создать фильм во французских традициях, о которых мы не помним уже лет двадцать. В фильме отражён Париж Жака Превера, Рене Клера» (журнал Ревю дю синема). «Нужно было многократно исходить Париж вдоль и поперёк, полюбить его, для того чтобы создать „Фаворитов луны“» (журнал Позитив).

Он говорит о горьких вещах, но ни сентиментальности, ни осуждения нет в его голосе. Есть приправленный иронией скепсис и мудрая наблюдательность «постороннего», придающие картине чуть холодноватое очарование, и к этому надо добавить, что «Фавориты луны» — комедия, в которой действительно много смешного.— Михаил Брашинский

## Награды
- Большой специальный приз жюри Венецианского международного кинофестиваля (1984).
- Приз Форума в Берлине (1984).
- Приз католического киноцентра (1984).

### Рецензии
- Агапова Л. Мы не воры, мы - рыцари мрака. «Университетские вести» on-line. — газета Оренбургского государственного университета. Дата обращения: 3 февраля 2009.
- Галкин И. Фавориты луны. — на сайте центра «История и экранная культура». Дата обращения: 3 февраля 2009. Архивировано из оригинала 5 мая 2005 года.